# Ruines lusitano-romaines de Boca do Rio
Les ruines lusitano-romaines de Boca do Rio ou Villa romaine de Boca do Rio est un site archéologique présentant les vestiges d'une ancienne villa rustica se composant d'un complexe d'origine romaine comprenant un bâtiment résidentiel, un complexe industriel de production de sous-produits de la pêche et une zone portuaire avec un grand ponton. La zone est située sur le territoire de la municipalité de Vila do Bispo (district de Faro, Portugal),. 
Il est classé Immeuble d'intérêt public (Catégorie IIP)  depuis 1977.

## Historique
Le complexe fut initialement occupé entre les IIe et Ve siècles et un entrepôt de la Compagnie de pêche de l'Algarve fut construit plus tard sur le même site. Le site, situé dans une petite baie, fut étudié pour la première fois en 1878 par l'archéologue Estácio da Veiga. Cet ancien estuaire est alimenté par les ruisseaux Budens et Almádena et débouche sur une plage entre deux grandes élévations rocheuses, l'une à l'est connue sous le nom de Forte, sur laquelle se dresse la forteresse d'Almádena (Forte de São Luís de Almádena (pt)), et l'autre à l'ouest, connue sous le nom de Monte dos Médos, où se trouvent les ruines romaines.

## Description

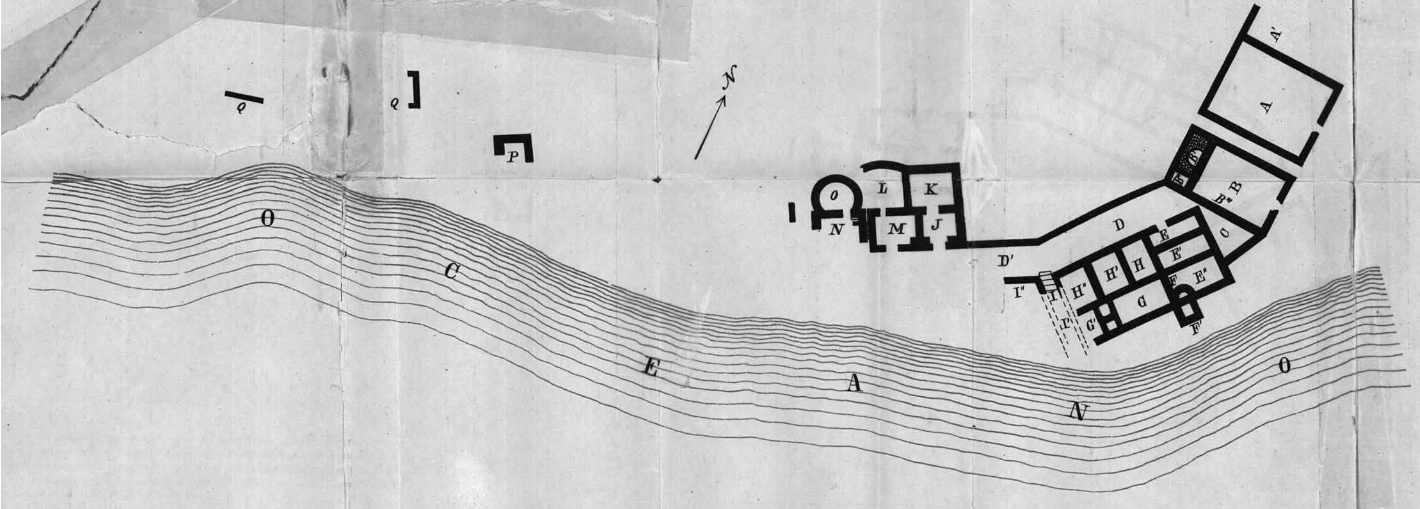
Plan des ruines de Boca do Rio.

Le site correspondait à une petite population de l'époque romaine, qui aurait pu être une villa romaine ou un villa rustica. En raison de la faible fertilité des sols, de la situation et des structures découvertes, la population aurait été utilisée comme transformateur de ressources marines.
Le complexe comprenait une villa et plusieurs structures productives, telles que des bassins de salaison pour poissons et crustacés, où l'on fabriquait du garum, une sauce de poisson très appréciée à l'époque romaine. Estácio da Veiga a également découvert des vestiges de plusieurs structures extérieures aux noyaux résidentiel et productif, comme un bassin très profond à l'ouest des ruines, revêtu à l'intérieur d'opus caementicium et aux angles incurvés concaves : il devait s'agir d'un réservoir d'eau, en raison de sa position surélevée par rapport au reste des ruines. Il a également découvert les vestiges d'un mur presque entièrement détruit à l'ouest du bassin. Une nécropole a également été découverte sur le Cerro das Alfarrobeiras, situé près de Boca do Rio, qui aurait probablement fait partie de la population antique.

## Galerie

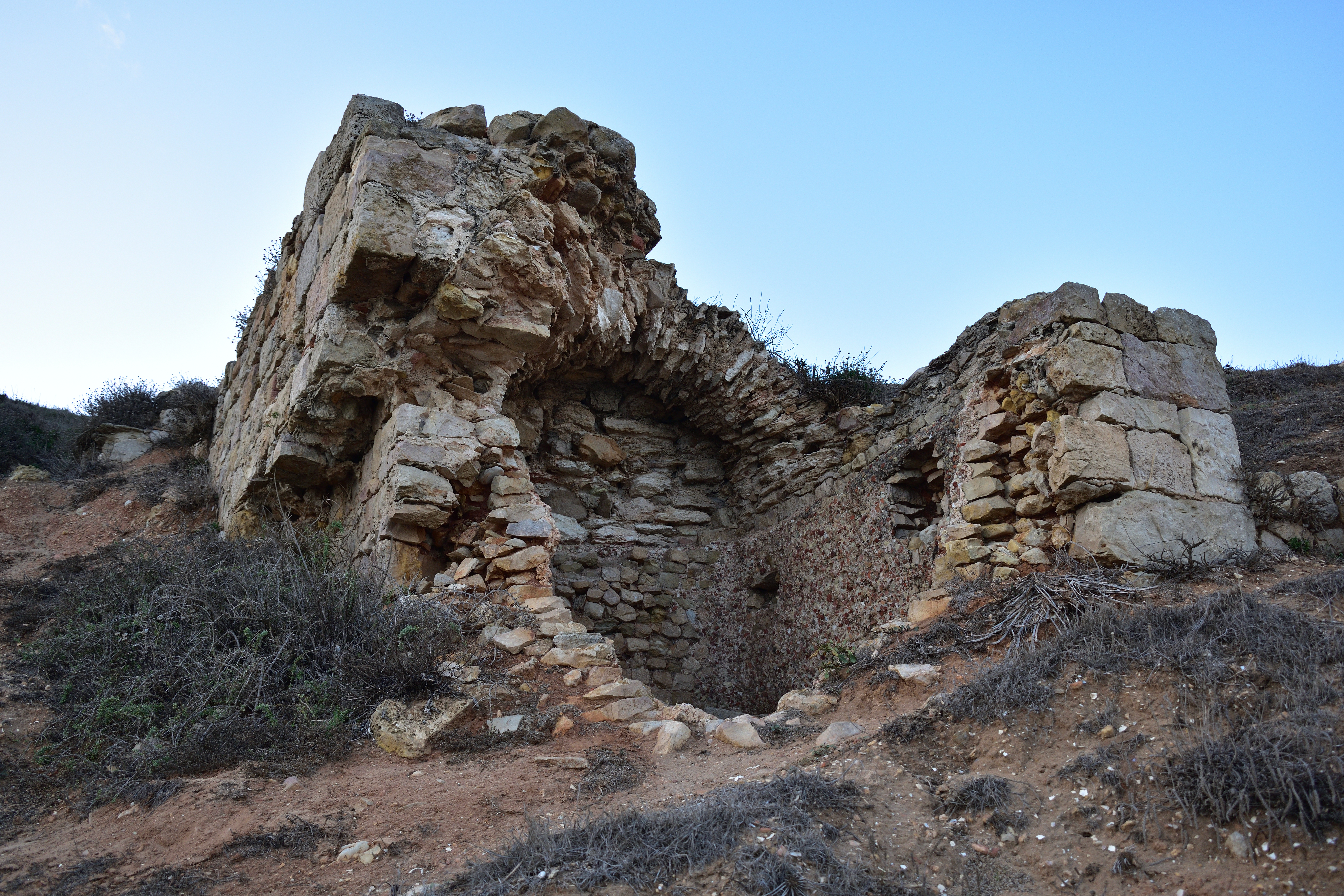
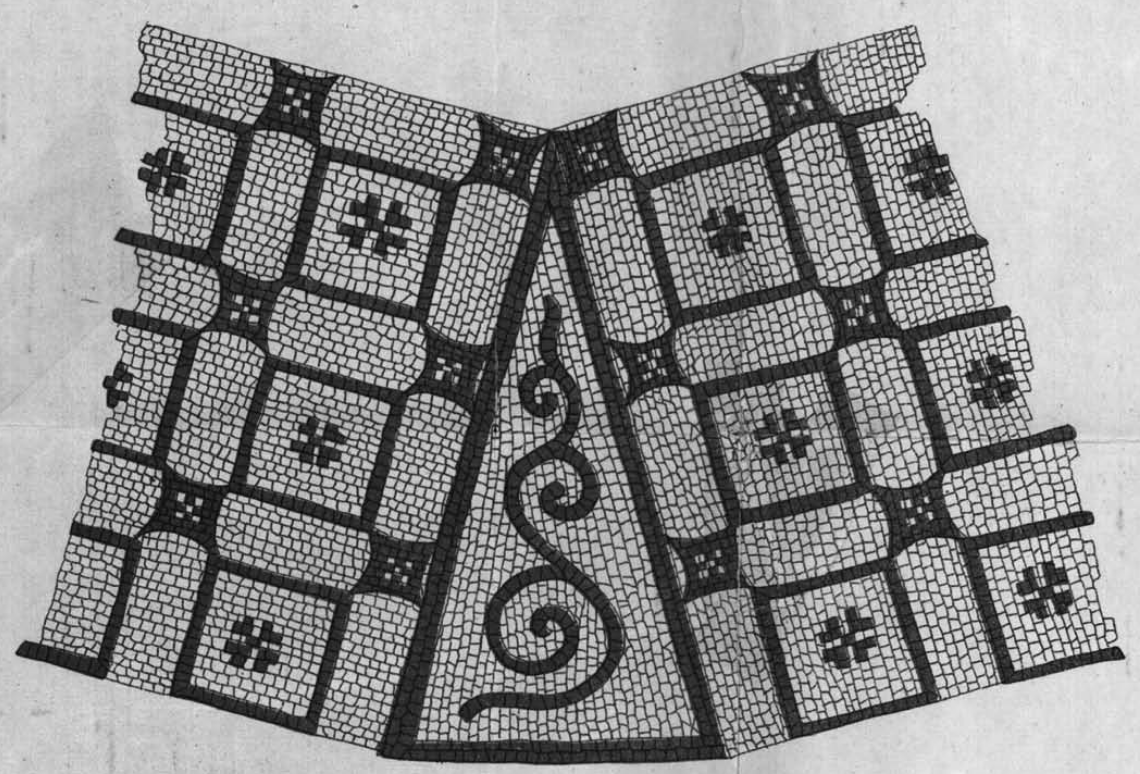